# مصادم الهدرونات الكبير

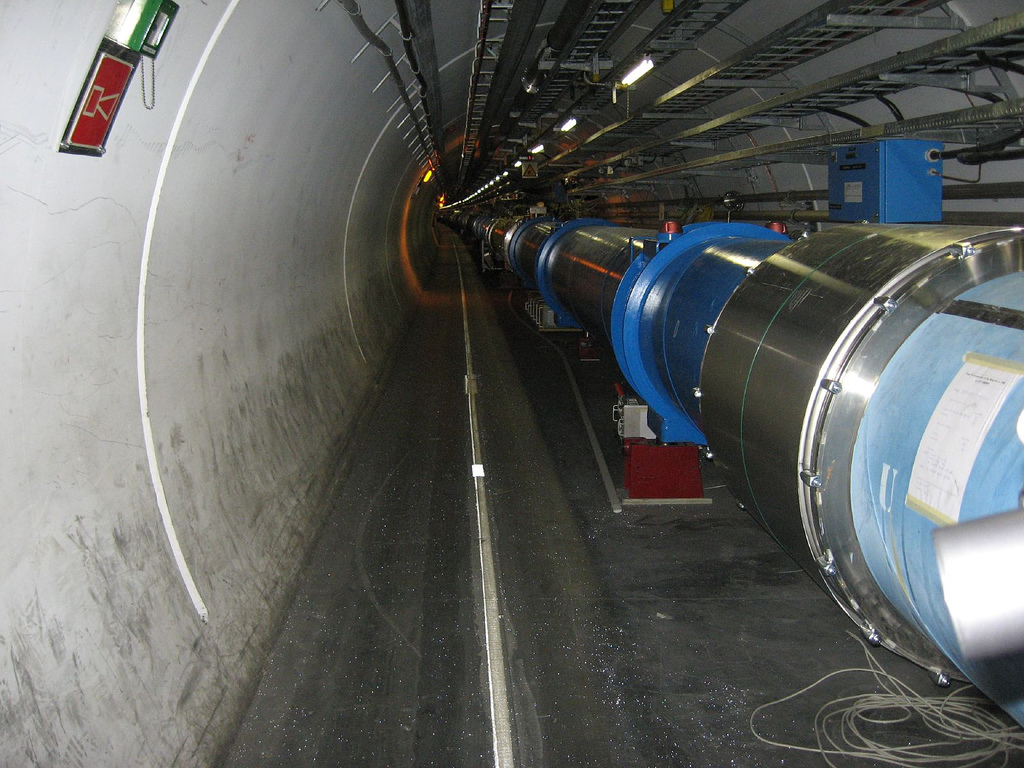
قسم من المصادم

نظام الهدرونات الكبير والمعجلات المساعدة, منها معجلات البروتونات(PS (Proton Synchrotron وSuper Protron Synchrotron) SPS). كما يوجد المعجل الخطي الذي يسمح بتعجيل البروتونات وكذلك تعجيل أنوية ذرات الرصاص Pb لاستخدامها في إجراء البحث العلمي حيث تبلغ كتلتها نحو 212 مرة من كتلة البروتون.

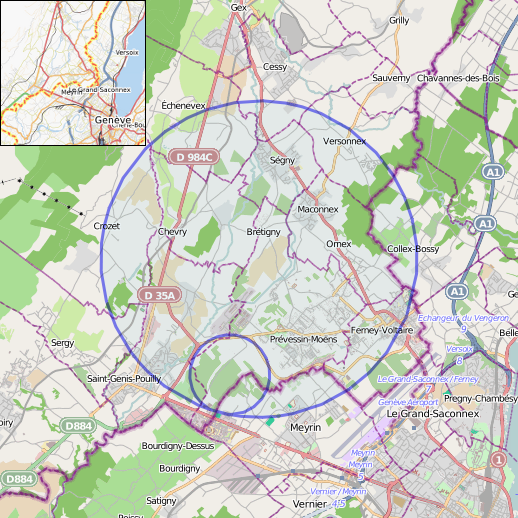
خريطة توضح موقع مصادم الهدرونات الكبير على الحدود بين فرنسا وسويسرا ، وهو تحت الأرض على عمق 100 متر.

المسارع النووي الكبير أو مصادم الهدرونات الكبير (بالإنجليزية: Large Hadron Collider)‏ (اختصاراً LHC) هو أضخم مُعجِّل جسيمات وأعلاها طاقة وسرعة في العالم حيث يصل طوله (في شكل دائري) نحو 27 كيلومتر وهو مبني تحت الأرض على عمق نحو 100 متر على الحدود الفرنسية السويسرية
```
بالقرب من 
جينيف
، يستخدم هذا 
السينكروترون
 
لمصادمة
 
جسيمات دون ذرية
 وهي 
البروتونات
 بطاقة تصل إلى 7 
تيرا إلكترون فولت
 (1.12 
ميكروجول
). يعجّل فيض من البروتونات في دائرة المعجل إلى سرعة قريبة من 
سرعة الضوء
 تصل 
طاقة حركتها
 3.5 تيرا (1
تيرا
 =10
12
) إلكترون فولت TeV، وفي نفس الوقت يقوم المعجل بتسريع فيض آخر من البروتونات في الاتجاه العكسي (في أنبوب دائري آخر موازي للأول) إلى سرعة قريبة من سرعة الضوء أيضا بحيث تصل طاقة حركته 3.5 تيرا إلكترون فولط. تحافظ على بقاء البروتونات المعجلة في أنبوب كل فيض منها الدائري البالغ طوله 27 
كيلومتر
 
مغناطيسات
 قوية جدا تستهلك طاقة كهربائية عالية تستلزم التبريد 
بالهيليوم
 السائل ذو درجة حرارة نحو 4 
كلفن
 أي نحو 270 درجة تحت الصفر المئوي.
[
3
]
[
4
]
```

بعد تسريع فيضي البروتونات إلى طاقة 3.5 تيرا إلكترون فولط في اتجاهين متضادين، يسلط فيضي البروتونات عند نقاط معينة للالتقاء والتصادم رأسيا ببعضهما البعض، وتصبح طاقة التصادم بين كل بروتونين 7 تيرا إلكترون فولط. خصصت 4 نقاط لتصادم البروتونات على دائرة المعجل الكبرى البالغ محيطها 27 كيلومتر. وأنشئت عند تلك النقاط مكشافات (عدادات) لتسجيل نواتج التصادمات، ومن المتوقع أن تحتوي نواتج الاصطدام على جميع الجسيمات دون الذرية المعروفة لنا منها إلكترونات ومضاد الإلكترون وبروتونات ونقائض البروتونات وكواركات وغيرها، ويأمل العلماء اكتشاف جسيمات أولية جديدة لا نعرفها ولا تعمر طويلا، أي تتحلل بعد نشأتها بوقت قصير جدا وتتحول ثانيا إلى طاقة.
مصطلح هادرون يشير إلى الجسيمات التي تحتوي على الكواركات ومن تلك الجسيمات البروتون والنيوترون. بينما يمتلك البروتون شحنة كهربائية موجبة لا يمتلك النيوترون شحنة كهربائية. لهذا السبب يمكن تعجيل البروتونات في المعجل أو المصادم بواسطة تسليط مجال كهربائي عليها ومتواصلا عبر دائرة المعجل، ولا يمكن تعجيل النيوترونات. هذا يعني أن مصادم الهدرونات الكبير ما هو إلا معجل للبروتونات، ويسمى الكبير حيث أن دائرته يصل قطرها 27 كيلومتر على الحدود بين سويسرا وفرنسا بالقرب من مدينة جنيف وهو مبني 100 متر تحت الأرض بحيث لا تصل إليه أشعة كونية تشوش على قياساته، كما أنه يعجل الجسيمات بحيث تصتدم حاليا (2016) بطاقة 14 تيرا إلكترون فولت.
أجريت تجارب بدأت في عام 2010 حيث أشتغل المصادم في طاقات عالية لم نصل إليها من قبل. ومن أهم نتائجه حتى الآن (مايو 2017) هو التأكد من صحة نظرية النموذج العياري للجسيمات الأولية (مكونات المادة). فقد اكتشف المصادم هادرونات عديدة جديدة، وبلازما كوارك-غلوونية، كما شوهد في الميزونBs0-ميزون. تحلله إلى كاون وبيون وكذلك تحلله النادر إلى 2 من الميونات.
ويعتبر من أكبر نجاحات مصادم الهدرونات الكبير الاكتشاف المعملي ل بوزون هيغز Higgs-Bosons. وقد منحت جائزة نوبل في الفيزياء لعام 2013 إلى فرانسوا إنغلرت وبيتر هيغز صاحبي آلية هيغز.
.
من المخطط أن يعمل مصادم الهدرونات الكبير حتى عام 2030، وسوف تٌعلى طاقته إلى نحو 33 تيرا إلكترون فولت عن طريق استبدال مغناطيساته وأجهزة التوجيه فيه، كما سوف تستبدل العدادات الداخلية في مكشافاته بعدادات أكثر حساسية في المستقبل. ويأمل العلماء أن يعطي مصادم الهادرونات الكبير نتائج عن المادة المظلمة التي ينادي يتواجدها علماء الفلك. بذلك يتكاتف علماء فيزياء الجسيمات وعلماء الفلك في حل المعضلة: هل توجد مادة مظلمة في الكون؟ والبحث يتواصل.

## الغرض منه

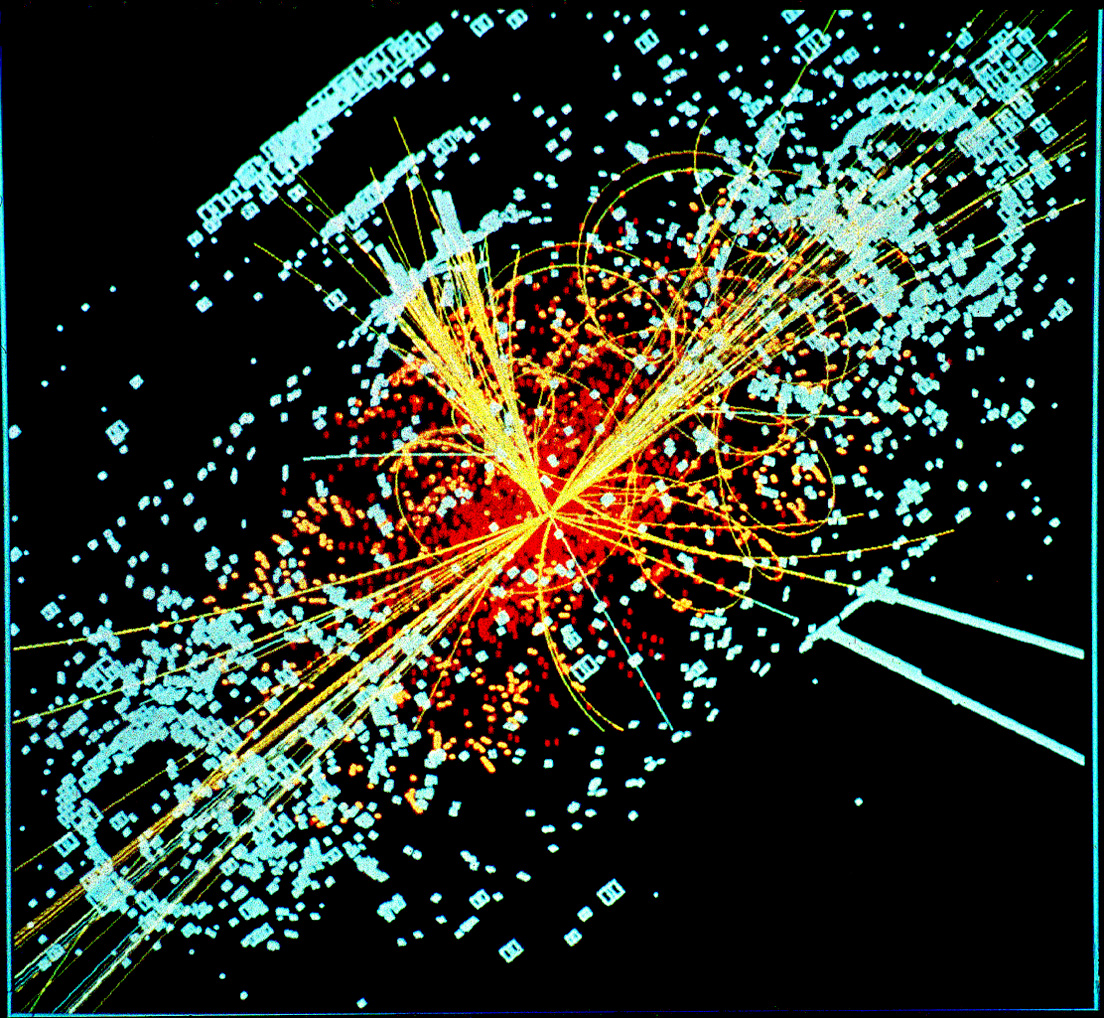
نواتج حدث افتراضي يمكن ان يسجلها مقياس CMS، ويمكن أن تحتوي على بوزون هيغز.

أحدها سيتناول معظم الأسئلة الأساسية في الفيزياء، وهي مسائل متعلقة ببناء الكون وفهمها عن طريق فهم الجسيمات المكونة للكون، أنواعها وطرق التآثر بينها وفهم أعمق لقوانين الطبيعة ونشأة الكون، حاله، ومصيره.
ويوجد هذا المصادم في أنبوب محيط دائرة طوله 27 كيلومتر (17 ميل) على عمق 175 متر (574 قدم) تحت الحدود الفرنسية السويسرية بالقرب من مدينة جنيف.
تبنت المنظمة الأوروبية للبحث النووي (CERN) بناء مجمع مصادم الهادرونات الكبير، وذلك لشدة الشغف على ما يمكن تحصيله من اكتشافات عن الجسيمات الأولية، من خلال البحث العلمي للجسيمات عند السرعات العالية، وبصفة خاصة التحقق من وجود بوزون هيغز الافتراضي 
والعائلة الكبيرة من الجسيمات الجديدة التي تنبأ بها التناظر الفائق.
يقوم بتمويل مصادم الهدرونات الكبير المنظمة الأوروبية للأبحاث النووية، وتعاون على بنائه أكثر من 10000 فيزيائي ومهندس من 100 دولة ومئات من الجامعات والمختبرات.
وتتعلق الاكتشفات التي سوف يحققها مصادم الهدرونات الكبير بالإجابة على مسائل أساسية في مجال الطبيعة، يخص الفيزيائيين منها قوانين التآثر بين القوى المختلفة المؤثرة على الجسيمات الأولية، وكيفية بناء الكون من تلك الجسيمات والزمان والمكان، والتأثير الكمومي لميكانيكا الكم والنظرية النسبية، حيث أن ما توصلنا إليه حتى الآن من نظريات لا يزال غامضا في مجمله. ذلك لأن كل من تلك النظريات يستطيع تفسير ركن من أجزاء الطبيعة ولا يستطيع تفسير أركان أخرى أوسع. من ضمن المسائل المرجو أن تجيب عليها نتائج مصادم الهدرونات الكبير المسائل الآتية:
- هل يوجد بوزون هيغز حقا الذي تفترضه نظرية هيغز؟
- كيفية إعطاء جسيمات هيغز (أو حقل هيغز) جسيمات مثل الإلكترون، البروتون والنيوترون كتلتها وعلاقة القوة الضعيفة وانكسار التناظر خلال التفاعلات بين الجسيمات.[10][11][12]
- مسألة التناظر العظيم وهي خاصة بالنموذج الأساسي لتركيب الجسيمات الأولية وكذلك مسألة تناظر بوانكاريه، وظاهرة وجود نقيض لكل جسيم نجده في الطبيعة، مثل نقيض الإلكترون ونقيض البروتون وهكذا.[13][14][15]
- ما هو تفسير أن الإلكترون أخف من البروتون 1840 مرة؟ ولماذا يكون نقيض البروتون أثقل 1840 مرة من نقيض الإلكترون؟ وتفسير كتل الكواركات وجميع الجسيمات الآخرى، لماذا تلك الكتل بالذات؟
- هل توجد أبعاد للكون أكثر من الثلاثة أبعاد المكونة من س، ص، ع (أو فوق-تحت، أمام-خلف، يمين-يسار)، بالإضافة إلى بعد الزمن؟ كما تفترضه نظرية الأوتار.
- ?[16][17]
- ما هي طبيعة المادة المظلمة التي نشاهد تأثيرها في تشكيل الكون وتمثل 23% من مادة الكون؟

وتساؤلات أخرى تتعلق بـ:
- هل التآثر الكهرومغناطيسي والقوة الشديدة المتحكمة في بناء نواة الذرة والقوة الضعيفة، هل هي صور مختلفة لقوة جامعة وحيدة، كما تفترضه نظرية التوحيد الكبرى؟
- ما سبب أن قوة الجاذبية أضعف ببلايين بلايين المرات من القوى الأساسية في الكون؟
- هل توجد كواركات أخرى غير معروفة؟
- ما هو سبب انكسار التناظر بين المادة ونقيض المادة (CP violation)؟
- ما هي طبيعة بلازما الكوارك-غلوون عند نشأة الكون؟

وسوف يختبر ذلك بواسطة مصادم الأيونات ALICE التابع لمصادم الهدرونات الكبير.

## طريقة التشغيل
يحتوي نفق مصادم الهدرونات على أنبوبين دائريين متوازيين يبلغ قطر مقطع الأنبوب 2.5 سنتيمتر، ومحيط دائرة الانبوب 27 كيلومتر. يُعجل في الأنبوبين فيضين من البروتونات في اتجاهين متعاكسين. ويتقاطع الأنبوبان عند أربعة نقاط موزعة على دائرتي المعجل بحيث تحدث تصادمات بين البروتونات.
وترسل البروتونات في الأنبوبين في هيئة حزم يبلغ قطر مقطعها 16 ميكرومتر وطول الحزمة 8 سنتيمتر. تحتوي كل حزمة على نحو 115 مليار من البروتونات. وعند التشغيل بالكامل تحتوي دائرتي المصادم على نحو 2800 من حزم البروتونات تدور فيه بمعدل تردد مقداره 11 كيلوهرتز. وعند تقاطع حزم البروتونات يحدث تصادم بينها، أي بمعدل 25 نانو ثانية.

## التجارب

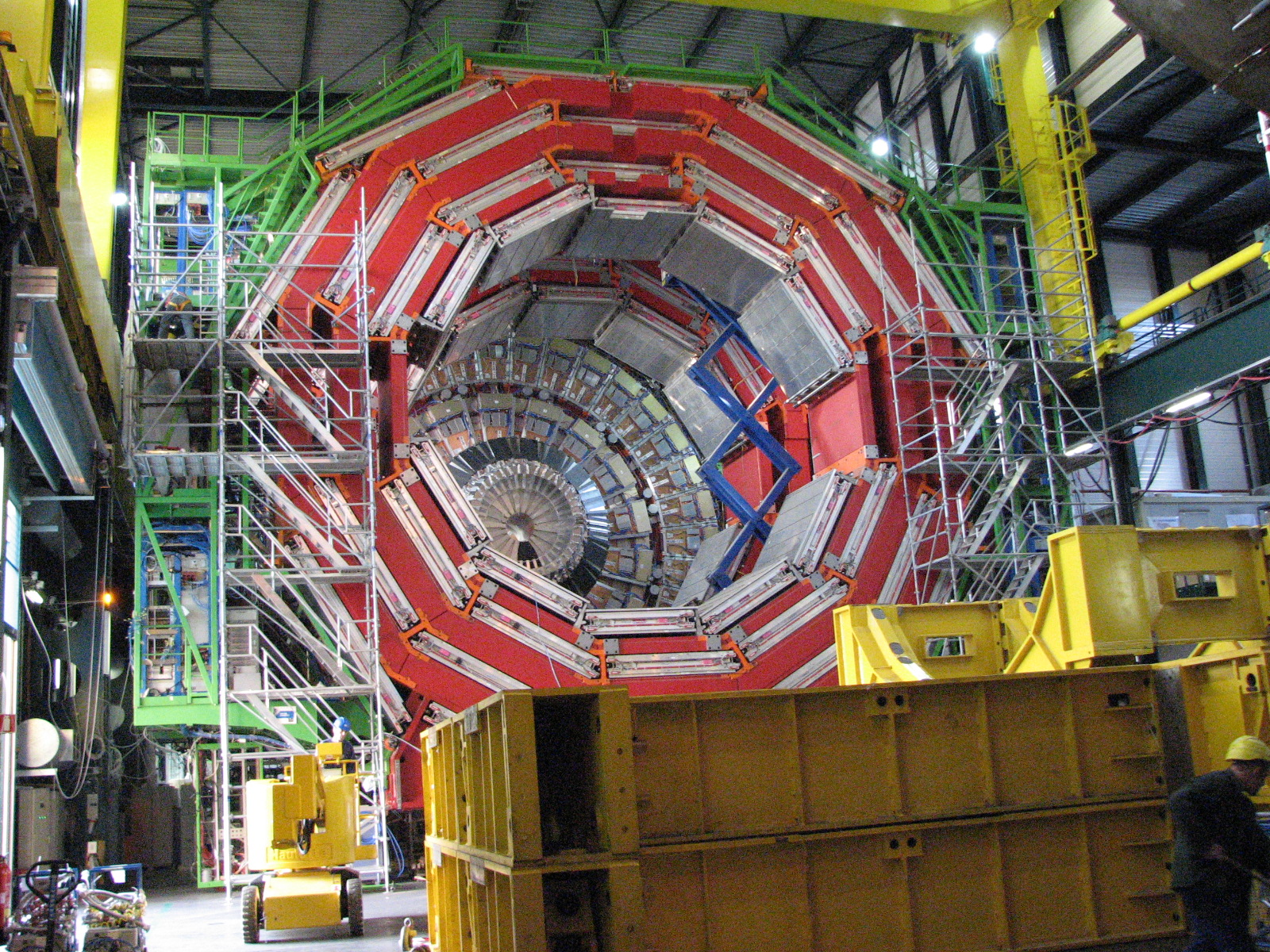
تركيب المكشاف CMS ويزن نحو 12.000 طن أثناء تركيبه تحت الأرض (عام 2007).

يحدث التقاء واصطدام فيضي البروتونات المتعاكسين عند نقاط معينة على مسار المعجل وتنصب عند تلك النقاط أجهزة القياس الضخمة التي تمكّن من تسجيل جميع الجسيمات الناشئة عن اصطدام بروتونين. وتوجد أجهزة القياس المعدة في غرف تحت الأرض ومنها المكشاف أطلس ATLAS ومكشاف الميونات CMS و LHCb وتجربة أليس ALICE و TOTEM (أنظر الشكل). ويبلغ وزن مكشاف أطلس نحو 7000 طن والمكشاف CMS نحو 12000طن، وقد أُعدّ هذان المكشافان (عدادات جسيمات) خصيصا من أجل التأكد من قياس كل منهما على حدة، فإذا سجل أحدهما جسيما غريبا ذا مواصفات معينة، يمكن التحقق من صحة ذلك عن طريق المقياس الآخر.
أي أن التجربتين تعملان على اكتشاف جسيمات أولية جديدة لا نعرفها تدخل في تكوين الكون، أو أن يكون لها دور في نشأة الكون وتكوينه في الماضي. الفكرة وراء الموضوع هو أن اصطدام بروتونين تبلغ كتلة الواحد منهما 0.94 جيجا إلكترون فولت، وكل منهما مسرع إلى سرعة قريبة جدا من سرعة الضوء في عكس اتجاه الآخر (سرعة البروتون هنا تكون أقل من سرعة الضوء بنحو 11 كيلومتر /الثانية فقط)؛ فتصل طاقة كل منهما 5و6 تيراإلكترون فولت. ولأنهما يتحركان في اتجاه معاكس فإنهما يصطدمان بطاقة قدرها 13 تيرا إلكترون فولط. , هذه الطاقة كافية لإنتاج أعدادا كبيرة من مختلف الجسيمات الأولية منها الكبير ومنها الصغير وذلك عن طريق تحول الطاقة عند الاصطدام إلى مادة (جسيمات أولية) طبقا لمعادلة تكافؤ المادة والطاقة لأينشتاين. فطاقة 13 تيرا إلكترون فولت - وهي طاقة اصطدام بروتونين - تكفي لأن يتولد منها نحو 13800 من البروتونات، حيث كتلة البروتون 0.94 جيجا إلكترون فولت فقط. ولكن لا ينتج من الاصطدام بروتونات فقط وإنما تنتج جسيمات كثيرة مختلفة الكتل، ويطمع العلماء في العثور على بوزون هيغز، ويفترض فيه أنه أثقل من البروتون نحو 200 مرة. في عام 2012 شاهد العلماء بوادر بوزون ثقيل تبلغ كتلته 125 مرة كتلة البروتون، وكان ذلك نجاحا كبيرا حققه مصادم الهدرونات الكبير.
- علّمتنا النظرية النسبية الخاصة لأينشتاين والتي صاغها عام 1945 أن الكتلة مكافئة للطاقة، ولا يدخل في العلاقة بينهما سوى مربع سرعة الضوء في الفراغ c2. أي أن:

2E = mc
حيث:
- E = الطاقة بالجول،
- m = الكتلة كيلوجرام،
- c = سرعة الضوء في الفراغ = 3. 8  10 متر/ثانية تقريباً.

وحيث أن كتلة البروتون تبلغ 0.938 غيغا إلكترون فولت مضروبة في مربع سرعة الضوء فإن البروتونين المتصادمين بطاقة 13 تيرا إلكترون فولت تكفي لإنتاج أكثر من 13800 بروتون عند تحول طاقتهم (البالغة 13 مليون مليون إلكترون فولت) إلى مادة. لكن طاقة البروتونات المعجلة لن تتحول إلى بروتونات فقط، وإنما ينشأ عنها كواركات وميزونات وجسيمات أولية كثيرة ومختلفة الكتل والصفات. كما تسمح طاقة التصادم العالية بإنتاج جسيمات أولية قد تكون 200 مرة أثقل من البروتون. ويأمل العلماء في اكتشاف أنواعا جديدة من الجسيمات لا نعرفها.
في 10 سبتمبر 2008 أتمّ فيضا البروتونات تسارعهما في المعجل بنجاح وبقيت في المدار الرئيسي للمصادم LHC للمرة الأولى من دون أن تصطدم بجدار الأنبوبين.، ولكن بعد 9 أيام، توقفت العمليات نتيجة لخطأ خطير في التوصيلات الكهربائية لأحد المغناطيسات فائقة التوصيل الذي يبرد بالهيليوم السائل عند درجة 4 كلفن. وقد استغرق إصلاح الأضرار الناجمة وتثبيت ميزات إضافية للسلامة أكثر من سنة.
وبتاريخ 20 نوفمبر 2009، أتم فيضا البروتونات دورتهما للمرة الثانية بنجاح، مع حدوث أول تصادم بروتون-بروتون تم تسجيله بعد ثلاثة أيام من حقن طاقة 450 GeV لكل شعاع. مما جعل مصادم الهدرونات الكبير أعلى مصادم جسيمات طاقةً في العالم وذلك في يوم 30 نوفمبر 2009، حائزا على الرقم العالمي الجديد وهو 1.18 TeV (تيرا إلكترون فولط) لكل شعاع ومتجاوزا الرقم العالمي السابق الذي ناله تيفاترون في فيرميلاب في باتافيا بولاية إلينوي.
- بالنسبة إلى الاختبارات بواسطة أيونات الرصاص الثقيلة، فيمكن بواسطتها الوصول إلى طاقة إجمالية للاصطدام قدرها 1146 تيرا إلكترون فولت. ومن المخطط أن يقوم مكشاف أليس ALICE-Detector بتسجيل نواتج اصطدام فيضي أيونات الرصاص وهذا المكشاف قد بني خصيصا لهذا الغرض. ولكن يمكن أيضا للمكشاف أطلس وكذلك مكشاف CMS القيام بدراسة تصادم الأيونات الثقيلة عند تلك الطاقات العالية جدا.[بحاجة لمصدر]

## مكشاف أطلس

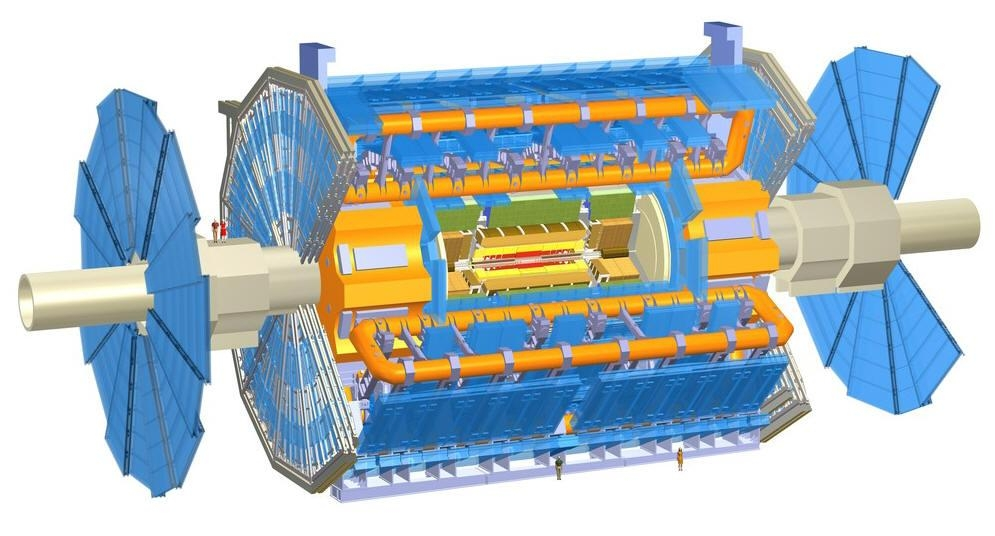
المكشاف أطلس ATLAS-ويبلغ طوله 45 متر و بقطر 22 متر.

مكشاف أطلس هو عداد ضخم جدا يبلغ طوله 45 متر ويزن 7000 طن ويبلغ قطره 22 متر. ويتألف من 4 أنظمة لعدادات الجسيمات تغلف كل طبقة منها الطبقة التي تحتها. كما هو الحال عند إجراء تجارب تصادمات الجسيمات الأولية السريعة تحيط الأنواع المختلفة من عدادات الجسيمات بنقطة الاصطدام وتغلفها هنا في أربعة طبقات متتالية، بحيث تسجل كل طبقة نوعا آخر من الجسيمات وسرعاتها، كما تسجل خصائص أخرى للجسيمات مثل شحنتها الكهربائية وكتلتها، كما تتيح معرفة طاقتها عن طريق قياس مسار كل جسيم وانحرافه بالمجال المغناطيسي. معظم نواتج الاصتدامات تكون من الجسيمات المعتادة كالنيوترونات والبروتونات والإلكترونات والميونات وغيرها، والآمال تتعلق بإكتشافات جسيمات جديدة لا نعرفها، بما يٌزيد بمعرفتنا للكون الذي نعيش فيه وتكوينه، ونحن جزء منه.

## لولب مركب للميون
هو مكشاف لجسيم الميون وجسيمات أخرى تنشأ عند اصطدام البروتونات ببعضها البعض، ويرجى من هذا العداد اكتشاف جسيم بوزون هيغز الجاري البحث عنه. وصمم اللولب المركب كعداد يستطيع تسجيل وقياس عدة خصائص تتعلق باصطدام البروتونات عند طاقة عالية جدا تبلغ 14 تيرا إلكترون فولت وهي سرعات تخضع للنظرية النسبية يقوم المصادم بتسريعها إلى هذا الحد. بينما تبلغ كتلة البروتون 1 جيجا إلكترون فولط يأمل العلماء من اكتشاف بوزونات تبلغ كتلتها بين 100 و 200 جيجا إلكترون فولت. أي أثقل من البروتونات نفسها بنحو 100 إلى 200 مرة، إذ تتحول طاقة الحركة للبروتونات (المعجلة تعجيلا سريعا جدا) إلى مادة وقد تظهر في هيئة تلك البوزونات التي تفترض وجودها نظرية هيغز .
الميونات هي جسيمات أولية صغيرة الكتلة بين الإلكترون والبروتون، لذلك تظهر كثيرا في المعجلات الكبيرة والصغيرة، وهي من أوائل الجسيمات التي سوف يُستدل عليها عن حسن عمل المكشاف.
وقد بني مكشاف أطلس إضافة إلى اللولب المركب للميون من أجل التأكد في حالة اكتشاف أحدهما لجسيم جديد غير معروف، فيجب أن تؤكد نتائج المكشاف الثاني نفس النتائج التي حققها المكشاف الأول، والا لاعتبرت نتيجة مكشاف بمفرده ليست صحيحة. تقوم مجموعتين من الباحثين بالعمل على التجربتين (المكشافين) في تنافس بنّاء.

## معلومات عامة
يشار إلى هذا المعجل بالأحرف الأولى من اسمه بالإنجليزية LHC وحاليا هو أكبر مُعجِّل جسيمات في العالم يستخدم في مصادمة أشعة بروتونية طاقتها 7 تيرا (7×1210) إلكترون فولت. في جوهره هو أداة علمية تجريبية الهدف منها اختبار صحة فرضيات وحدود النموذج الفيزيائي القياسي الذي يصف الإطار النظري الحالي لفيزياء الجسيمات.
يعد مصادم الهدرونات الكبير أكبر معجلات الجسيمات في العالم حاليا وأعلاها طاقةً، وقد بدأت فكرته في أوائل الثمانينيات وتلقى الموافقة الأولى من مجلس CERN في ديسمبر 1994 وبدأت أعمال الإنشاءات المدنية في أبريل 1998.
بعد تمام التركيبات في المصادم وتبريده إلى درجة حرارته التشغيلية النهائية وهي تقريبا 1.9 ك (-271.25 مئوية)، وبعد أن أجري حقن مبدئي لحزم جسيمات فيما بين 8 و 11 أغسطس 2008، جرت المحاولة الأولى لتدوير شعاع في المصادم بأكمله يوم 10 سبتمبر 2008 في الساعة 7:30 بتوقيت جرينتش. والمصادمة الأولى عالية الطاقة وكان من المخطط أن تحدث بعد افتتاح المصادم رسميا في 21 أكتوبر 2008  إلا أنه أقر تأجيلها لنهاية نوفمبر من نفس العام لأسباب تقنية ومع ذلك تأخرت العملية أكثر حتى نوفمبر 2009.
عند تشغيله وبدء التجارب العملية من المنتظر أن ينتج المصادم الجسيم الغير معروف بوزون هيغز والذي ستؤدي مشاهداته إلى تأكيد تنبؤات النموذج القياسي ومن الممكن أن تفسر كيف تكتسب الجسيمات الأولية خصائص مثل الكتلة. توكيد وجود بوزون هيغز (أو عدمه) سيكون خطوة هامة على طريق البحث عن نظرية التوحيد الكبرى يُقصد منها توحيد ثلاث من القوى الأساسية الأربعة المعروفة وهي الكهرومغناطيسية والنووية القوية والنووية الضعيفة تاركة الجاذبية فقط خارجها، كما قد يعين بوزون هگز على تفسير لماذا يكون الجذب ضعيفا مقارنة بالقوى الأساسية الأخرى. إلى جوار بوزون هگز يمكن أن تنتج جسيمات نظرية أخرى من المخطط البحث عنها، منها الكواركات الغريبة والثقوب السوداء الصغروية والأقطاب المغناطيسية الأحادية والجسيمات فائقة التناظر.
أثيرت مخاوف حول أمان المصادم من حيث أن تصادمات الجسيمات عالية الطاقة قد تنجم عنها كوارث، منها إنتاج ثقوب سوداء صغروية ثابتة وغريبات، ونتيجة لهذا نشرت عدة تقارير لحساب CERN تلتها أوراق بحثية تؤكد على أمان تجارب مصادمة الجسيمات. إلا أن إحدى الأوراق البحثية نشرت يوم 10 أغسطس 2008 تصل إلى نتيجة معاكسة مفادها أن «في حدود المعرفة العالية يوجد خطر غير محدد من إنتاج ثقوب سوداء صغروية ثابتة في المصادمات»، وتقترح الورقة خطوات يمكن أن تساعد على تقليل الخطر

## التصميم التقني

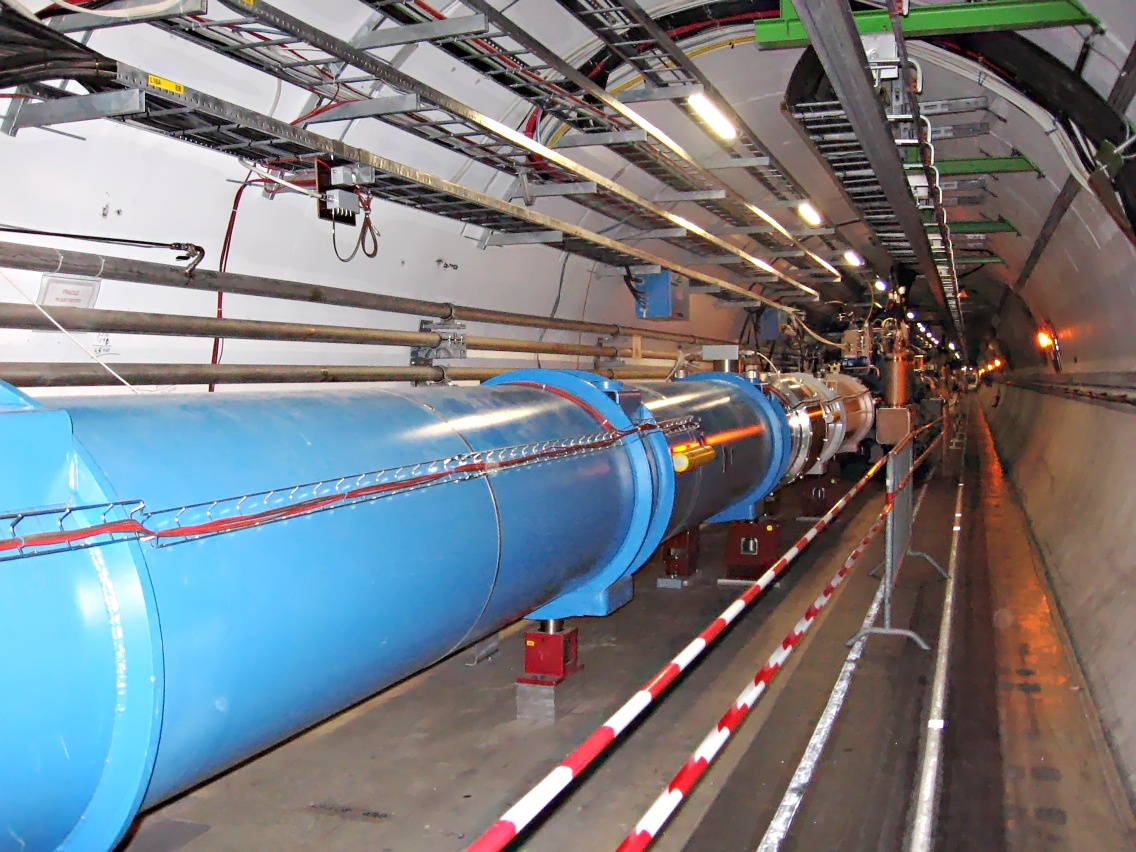
النفق الموجود به مصادم الهدرونات الكبير.

يعتبر هذا المصادم هو الأضخم والأعلى طاقة مصادم لتسريع الجسيمات في العالم. ويتكون من نفق دائري مطوق بمسافة 27 كم (17 ميل) على عمق ما بين 50 إلى 175 متر تحت سطح الأرض، وقطر النفق الذي توجد به مغناطيسات تعجيل البروتونات 3.8 امتار، والنفق مغلف بالخرسانة الاسمنتية، تم انشاؤه ما بين 1983 و 1988. وقد كان يستخدم سابقا كمخزن لمصادم الكترون-بوزيترون العملاق، ويعبر النفق الحدود السويسرية الفرنسية عند أربعة أماكن وإن كان معظمها داخل فرنسا. وتحتوي المباني السطحية على المعدات المكملة مثل الضواغط، ومعدات التهوية، ومراقبة الإلكترونات ومصانع التبريد. يحتوي نفق المصادم على حزمة من أنبوبين متجاورين يبلغ قطر كل منهما نحو 2.5 سنتيمتر، كل منهما يحتوي على حزمة بروتونات والبروتون هو أحد أنواع الهدرونات)، أي الجسيمات الأثقل من الإلكترون. وتُعجل الحزمتان في إتجاهين متضادين خلال النفق، ويوجد عدد 1.232 من المغناطيسات ثنائية الأقطاب (dipole magnet) والتي تحصر الحزمة في المسار الدائري الصحيح داخل كل انبوب. بينما أضيف لها 392 مغناطيس رباعي الأقطاب (Quadrupole magnets) للإبقاء على تركيز الحزمة [الفيض)، وبغرض رفع فرص التفاعل (الاصتدام) بين البروتونات السريعة في 4 نقاط للتفاعل، حيث يُوجـّه فيضي البروتونات للاصتدام ببعضهما البعض. وبالإجمالي تم تركيب أكثر من 1600 مغناطيس شديد التوصيل بوزن يزن الواحد منها نحو 27 طن.
هناك حاجة لحوالي 96 طنا من الهيليوم السائل للإبقاء على درجة حرارة تشغيل المغناطيس (1.9 كلفن) جاعلا من المصادم أكبر وحدة تبريد فائق في العالم بما تحتوي عليه من سائل الهيليوم المبرد.
تسرع البروتونات مرة أو مرتان يوميا من 450 جيجا الكترون فولت إلى 7 تيرا إلكترون فولت، ويزداد المجال الضخم للمغناطيس الثنائي من 0.54 تسلا إلى 8.3 تسلا.
سترفع طاقة كل بروتون بعد ذلك إلى 7 TeV (تيرا إلكترون فولت)، أي أن تصادم كل بروتونين سيعطى طاقة إجمالية قدرها 14 TeVتيرا إلكترون فولت. عند هذه الطاقة سيكون للبروتونات معامل لورنتز يقدر بـ 7,500 (أي تزداد كتلة البروتون 7500 مرّة طبقا للنظرية النسبية بسبب حركتها المقاربة لسرعة الضوء)، فهي تتحرك في المصادم بسرعة 99.9999991% من سرعة الضوء. هذا يعني أنها تستغرق أقل من 90 ميكروثانية (μs) لإجراء لفة واحدة كاملة في الحلقة الرئيسية. أي أنها يمكن أن تقطع 11,000 دورة في الثانية الواحدة. بدلا من إرسالها بحزم متواصلة، سوف ترسل على دفعات حزمية عددها 2,808 دفعة، للسماح بحدوث التفاعلات بين الفيضين على مراحل متقطعة، لا يقل الزمن بينها عن 25 نانوثانية (ns)، أي 0.000000025 من الثانية. مع ذلك تم تشغيله بدفعات أقل عند بدء تسليمه، بإعطائه مهلة 75 ns.

## التكلفة
وفقا لإحصائيات يناير 2010 تقدر التكلفة الاجمالية للمشروع 6 مليار يورو (9 مليار دولار أميريكي) تقريبا كما أن سيرن صرحت بأن تكاليف الصيانة قد تصل إلى 16.6 مليون يورو. تمت الموافقة على البناء في 1995 بميزانية 1.6 مليار يورو بلإضافة إلى 140 مليون يورو لتغطية تكلفة التجارب. ومع ذلك ففى عام 2001 تمت مراجعة التكلفة فتبين انها تخطت ما هو مقدر لها بحوالى 300 مليون يورو للمعجل أو المسرع و 30 مليون يورو للتجارب ومع انخفاض ميزانية الوكالة تم تأجيل موعد الانتهاء من سنة 2005 إلى سنة 2007.
تم انفاق 120 مليون يورو من الميزانية المضافة على المغناطيس عالى التوصيل . كما كان هناك العديد من المصاعب الهندسية حدثت أثناء إنشاء كهف تحت الأرض للولب مركب للميون Compact Muon Solenoid.وكان هناك مصاعب أخرى بسبب تقديم اجزاء أو معدات بها خلل للوكالة من خلال بعض معامل الابحاث المشاركة مثل مختبر أرجون الوطني الأمريكي ومعجل فيرميلاب.

## النتائج الأولية للتجربة
- في 20 نوفمبر 2009 أمكن تسريع حزمة من البروتونات مرة أخرى بنجاح. تم تسجيل أول تصادمات بروتون-بروتون بطاقة بلغت 450 GeV (جيجا إلكترون فولت) للجسيم الواحد في 23 نوفمبر 2009.
- في 18 ديسمبر 2009 تم إيقاف المصادم بعد الفحص الأولي الذي نتج عنه طاقات تصادمات بروتونية وصلت 2.36 TeV (تيرا إلكترون فولط)، بدفعات مضاعفة من البروتونات الدائرة لساعات وبيانات من أكثر من مليون تصادم بروتون-بروتون.
- في فبراير 2010 تمت إعادة تشغيل المصادم الكبير بعد بعض عمليات التحسين له للوصول به إلى 3.5 TeV خلال فترة التشغيل للعام 2010. سيظل المصادم عاملا على هذا المنوال وبنصف طاقته الإجمالية لقرابة 18 شهر إلى سنتين ومن ثم سيتم إيقافه ثانية لإجراء صيانة شاملة قد تبلغ كلفتها 16 مليون يورو وبعدها ستتم إعادة تشغيله بطاقة التصادمات الإجمالية 14 TeV أي في 2013.[36]
- في 30 مارس 2010 تمت بنجاح أول خطة للتصادمات بين حزمتين طاقة كل منهما 3.5 تيرا إلكترون فولت، وبالتالي دخولها رقما قياسيا جديداً لأعلى طاقة تصادمات للجسيمات من صنع البشر.[37]
- انتهت أول جولة للبروتونات في الرابع من نوفمبر، 2010، وبدأت جولة جديدة من أيونات الرصاص في 8 نوفمبر 2010، وستستمر حتى أوائل ديسمبر 2010.[38] سيسمح هذا لتجربة أليس بدراسة المادة عن كثب تحت ظروف مشابهة إلى حد كبير لتلك التي حدثت بعد الانفجار العظيم.[39]

بخلاف ما كان متوقعاً إيقاف المصادم خلال 2011، فقد أكّد الدكتور ميرس أن المصادم سيستمر بعمله حتى نهاية عام 2012 وذلك إثر مستجدات مثيرة حول إمكانية اكتشاف جسيم الرب أو «المادة المسؤولة عن تخليق المواد» وتأكيد وجود بوزونات هيغس خلال سنتين بدلاً من خمسة.
الجدير ذكره أن جميع النتائج حتى اليوم لم تسفر عن حقائق مأمولة مثل تخليق ثقوب سوداء صغرية، الأمر الذي كان قد مثل خيبة أمل لنظرية الأوتار والتي تنبأت بإمكان حدوثها عند طاقات تتراوح بين 3.5 و4.5 ترليون إلكترون فولت، ومع ذلك فهذا لا يعني أن النظرية قد فشلت وإنما تحتاج لإعادة دراستها عند مستويات طاقة أعلى طالما أن المصادم في طريقه إلى رفع طاقة التصادمات حتى 7 ترليون إلكترون فولت.
في أواخر مارس من العام 2011، وبينما يعكف العلماء على دراسة العينات التي حصلوا عليها من خلال التجارب الأولية، لوحظ وجود سلوك جديد لجسيمات غريبة ونادرة بكمية متعادلة من المادة والمادة المضادة، تدعى ميزون ب - B meson، وهذه الجسيمات يعتقد بأنها المسؤولة عن كوننا الحالي وفقاً لفرضية الانفجار العظيم. ما يزيد من احتمالية وجود مثل هذه الجسيمات هو الكم الهائل من الطاقة الذي يتم استخدامه في هذا المصادم مقارنة بالمصادمات الأخرى.

## اكتشاف عام 2012
في عام 2012 جرت محاولات لإنتاج بوزون هيغز وجسيمات أخرى ثقيلة للتعرف عليها. وفي يوم 4 يوليو 2012 أعلن مركز البحوث عن اكتشاف جسيم أولي جديد تصل كتلته بين 125 إلى 127 GeV/c2 ، وشك العلماء في أن يكون هذا الجسيم هو بوزون هيغز.

ومنذ ذلك الحين بينت الدراسات أن ذلك الجسيم الأولي الجديد يتصرف ويتفاعل وينحل بنفس الطريقة التي تنبأ بها هيغنز في نظريته المطابقة لـ نظرية النموذج العياري؛ كما أن هذا الجسيم الأولي الجديد لها «باريتي» parity ثنائي وعزم مغزلي spin صفر.
,
وهما أيضا خاصتان متعلقتان ببوزون هيغز. كان معنى ذلك أن هذا الجسيم الجديد هو أول جسيم يكتشف من نوع جسيم سكالار scalar في الطبيعة.
.
ووجد العلماء حاجة في استمرار البحث واجراء تجارب أكثر دقة للتأكد من أن هذا الجسيم الثقيل الجديد متوافق مع مواصفات نظرية النموذج العياري أم توجد بوزونات هيغز مختلفة الكتلة، طبقا لما تنادي به نظريات أخرى.
سمي بوزون هيغز باسم بيتر هيغز أحد ستة علماء في الفيزياء اقترحوا في عام 1964 ما يسمى آلية هيغز وهي خاصة بجسيم مثل هذا. وفي ديسمبر 2013 حاز العالمان بيتر هيغز و «فرانسوا إنجلرت» على جائزة نوبل في الفيزياء لتنبؤات نظريتهما بشأن بوزون هيغز.
وعلى الرغم من أن اسم هيغز مقترنا بهذه النظرية فإن بعض العلماء قاموا خلال السنوات بين 1960 و 1972 بتطوير أجزاء من هذه النظرية، كل على حده.

### حبس المادة المضادة
كانت أخبار قد أكدت في أوائل أبريل، 2011 نتائج مصادم الهدرونات اكتشاف سابقه، تيفاترون التي كان قد لاحظها عام 2008. وجد العلماء أن الكوارك العلوي وهو الكوارك الأثقل بين الكواركات الستة يتصرف على نحو شاذ عند الطاقات العليا (فوق 450 غيغا إلكترون فولت) حيث أن 45% من الكواركات العلوية تعبر مسار حزمة البروتونات بينما المتوقع 9%. إن صحت هذه التأكيدات فإن العلماء بذلك قد اكتشفوا قوة أساسية جديدة إضافة للقوى الأربعة المألوفة مسؤولة عن تآثر الكواركات العلوية وهذا يستدعي إعادة نمذجة النموذج العياري. في مايو 2011 تم تأكديد نتائج أبريل مرة أخرى بعد أن كانت هناك شكوك في صحة البيانات حيث استطاع العلماء حبس 309 ذرة من نقيض الهيدروجين لزمن قياسي قدره 1000 ثانية وهو رقم قياسي جديد يفوق الرقم السابق بكثير والذي كان لفترة لا تتجاوز سدس الثانية، وبتصادم 38 ذرة. هذا شجع العلماء على تطوير مكشاف ألفا والتخطيط لتصميم مجس جديد مختص أطلق عليه مكشاف ألفا 2 ليصبح جاهزاً للعمل في 2012 الأمر الذي يسمح للباحثين بتجميع بيانات إضافية قبل إغلاق مصادم الهدرونات (بغرض التطوير أيضاً).

## الموارد الحاسوبية
تم إنشاء شبكة مصادم الهادرون الكبير للحوسبة أو بالإنجليزية LHC Computing Grid وذلك للتحكم بالكم الضخم من البيانات التي تنتج من مصادم الهدرونات. وهي تضم خطوط ألياف ضوئية محلية بجانب خط إنترنت عالى السرعة لمشاركة البيانات بين الوكالة والمعاهد والمراكز العلمية على مستوى العالم.
نظام الحوسبة الموزع أو بالإنجليزية Distributed Computing واسمة مصادم الهدرونات الكبير@المنزل أو بالإنجليزية LHC@Home تم العمل فية ليدعم بناء وتقويم المصادم وهو يستخدم نظام بوينك لمحاكة كيفية انتقال الجزيئات في القناة . وبهذة المعلومات سيتمكن العلماء من ضبط المغناطيسات للحصول على أفضل دوران مستقر للجسيمات المشحونة في حلقات المصادم.

## أمان مصادمة الجزيئات
كانت أثيرت مخاوف حول أمان مخطط التجارب التي ستجرى بواسطة المصادم في وسائل الاعلام والمحاكم. وبالرغم من أن تلك المخاوف لا تدعم أسسا علمية نظرية تستند إليها إلا أن التوافق العام في الآراء في المجتمع العلمي هو أنه لا يوجد أي تصور واضح للخطر الناتج عن اصطدام الجسيمات في مصادم الهدرونات الكبير LHC.
يقول بعض الخبراء إلى ان تصادم الجزيئات قد ينتج عنه ثقب أسود قد يلتهم الأرض كلها. في حين يشير البعض إلى إمكانية إنتاج المادة الغريبة strangelet التي يمكن أن تلتهم الأرض أيضا. في حين يذهب بعض الخبراء إلى أن التركيبة أو معاملات الكونية ليست في حالة مستقرة وأن هذا الاختيار قد يعطي إشارة الانتقال نحو حالة أكثر استقرارا (يشبه تأثير الفراشة) ينقلب جزئ كبير من الكون فيه إلى فراغ أو «فقاعة فراغ» vacuum bubble.
أما مصادر التخوف الأخرى فهي نشوء أقطاب مغناطيسيية أحاديية تسبب في تلاشي البروتونات، إضافة إلى الإشعاعات المنبعثة عنها. وقد أسست سيرن CERN (مركز البحوث النووي الأوروبي) صفحة ترد فيها بشكل مقتضب على هذه المخاوف لكن لا تجزم بعدم إمكانية وقوعها. وأما عن الثقوب السوداء فهي تقول أنها يمكن أن تتكون ولكن عمرها سيكون من القصر بحيث لا تتمكن من امتصاص أية مادة بداخلها مما لا يجعلها أي مصدر للقلق، في حين يرد البعض بأن إنتاج ثقب أسود مستقر فرضية واردة. 

## مشاكل تقنية
- في 19 سبتمبر 2008 احدث خلل في التبريد انحناء في 100 قطب مغناطيسي في القطاعات 3-4 متسببا في تسرب ما يقارب 6 طن من الهيليوم في القناة وبالتالي ارتفاع في درجة الحرارة حوالي 100 درجة كلفن. هذه الحادثة تسبببت بتأخير عمليات الأصلاح وتأجيل التجربة قرابة العام حيث تم إصلاح الأجهزة التي تعطلت وإعادة تبريد المغانط المتأثرة.[60][61] تم مؤخرا الإعلان عن موعد الانتهاء من الإصلاح وبدأت التجربة فعلا مع نوفمبر 2009.
- تمكن بعض قراصنة الكمبيوتر من الولوج إلى أحد حواسيب المركز وترك رسالة سخرية من العلماء ونظام أمنهم الحاسوبي.

### توقف المصادم وعودته للعمل في نوفمبر 2009
كان حريق قد شبّ في أحد موصلات الطاقة في الجهاز، في 19 أيلول (سبتمبر) 2008، ما تسبّب بإيقاف تشغيل المُصادم. وتوجّب على العلماء، حينها، انتظار تبريده قبل الشروع بصيانته وإصلاح أعطاله، واستبدال الملفات المحروقة فيه. وتضمّنت تلك العملية إعادة تفحّص عشرة آلاف ناقل للكهرباء من النوع الفائق التوصيل Super Conductor، تساهم في التيار العالي الذي يتدفق في الجهاز، والذي أدى خلل فيه إلى احتراق المُصادِم في العام الماضي.

عاد المصادم بعد توقّفه لأكثر من عام مستهلاً طاقته بنصف الطاقة الإجمالية، وفي حديث إلى وسائل الإعلام، قال رولف هووِر المدير العام لمركز سيرن: 
.

## اكتشاف بوزون هيغز
يوم الأربعاء 4 يوليو 2012 أعلن العلماء العاملون في المختبر في جنيف، عن اكتشافهم لأحد الجسيمات الدقيقة المعتبرة من ضمن الجسيمات الأولية (مكونات ذرية وما يشبهها)، قالوا: إنه ربما يكون هذا الجسيم الدقيق هو الجسيم المفترض المعروف باسم «بوزون هيغز». وبعد قيام العلماء بإجراء فحوص تفصيلية عن خواصه أعلن العلماء في مؤتمر صحافي أنهم اكتشفوا «بوزون هيغز». وطبقا للعالم الفزيائي هيغز فقد تنبأ في عام 1964 بوجود جسيم أولي مثل هذا (بوزون هيغز) بناءا على تحليلاته الفيزيائية النظرية، وتنبأ بأنه يلعب دورا حيويا في تشكيل الكون. إن اكتشاف بوزون هيغز في مصادم الهدرونات الكبير يعتبر أعظم إنجاز علمي منذ رحلة أبولو إلى القمر. وقال العلماء إن البيانات الحالية تؤكد بدرجة كبيرة أن هناك جسيما موجودا له طاقة بين 125 و 127 جيجا إلكترون فولت - أي أنه أثقل من البروتون الموجود بنحو 133 مرة. وأكد العلماء أن نسبة الدقة في اكتشاف أن هذا الجسيم هو «بوزون هيغز» عالية جدا، الأمر الذي يبرر القول بأنه «اكتشاف» حقيقي.
وفي ديسمبر 2013 حاز العالمان بيتر هيغز و «فرانسوا إنجلرت» على جائزة نوبل في الفيزياء لتنبؤات نظريتهما بشأن بوزون هيغز.
وعلى الرغم من أن اسم هيغز مقترن بهذه النظرية فإن بعض العلماء قاموا أيضا خلال السنوات بين 1960 و 1972 بتطوير أجزاء من هذه النظرية، كل على حده.

## الوضع في عام 2015
طبقا لقائمة التجارب العلمية الكبيرة لا يزال مصادم الهدرونات الكبير أكبر جهاز علمي تجريبي في العالم . فهو مزود بسينكروترون (معجل دائري للجسيمات المشحونة) يقوم بتسريع الجسيمات في اتجاهين متضادين؛ فإذا كانت الجسيمات بروتونات فهو يعجل كل فيض منها إلى 4 TeV ، وإذا كانت الجسيمات أنوية الرصاص فهو يسرع كل نواة إلى طاقة 574 TeV أو إلى طاقة 2.76 تيرا إلكترون فولت لكل نوكليون فيها،
حيث سيرتفع بالطاقة في عام 2015 لتصل إلى 6.5 TeV (13 TeV طاقة الاصتدام).
كما من المتوقع الحصول على بيانات عن التصادم بمعدل عشرات بيتابايت في السنة (البيتابايت = 1.000.000.000.000.000)، يقوم بتحليل بيانات التجربة شبكة للحواسيب الإلكترونية الكبيرة مكونة من 140 مركزا علميا في 35 من الدول.
(وكانت شبكة الحواسيب العاملة لمصادم الهرونات الكبير في عام 2012 هي أكبر شبكة حواسيب تربط بين 170 مركزا للحواسيب في 36 دولة.).

## دورة التشغيل الثانية (2015–2018)
في 5 أبريل 2015 بدأ تشغيل مصادم الهدرونات الكبير بعد انقطاعه لمدة سنتين. خلال تلك السنتين قام المهندسون بتحسين التوصيلات الكهربائية الرابطة للمغناطيسات بحيث تستطيع التحكم في دورات البروتونات في حلقة مصادم الهيدرونات الكبير والعمل عند طاقة 7 تيرا إلكترون فولت لكل فيض نيوترونات (أي 14 تيرا إلكترون فولط للفيضين المتعاكسين لزيادة شدة التصادم). ولكن المغناطيسات المتحكمة في دورة البروتونات كانت جاهزة للتعامل مع فيض بروتونات 5و6 تيرا إلكترون فولط فقط؛ لهذا جرى العمل بهذه الطاقة (13 تيرا إلكترون فولط لفيضي البروتونات المتعاكسان) بين عامي 2015 - 2017.

ووصل تشغيل المصادم بهذه الطاقة لأول مرة في يوم 10 أبريل 2015 .
واكتمل تحسين تشغيل المصادم ووصلت طاقة البروتونات المتعاكسة 13 تيرا إلكترون فولط.
 وفي يوم 3 يونيو 2015 بدأ مصادم الهدرونات الكبير مد العلماء ببيانات علمية جديدة من بعد توقيفة مدة سنتين للتحسينات.
واستغلت خلال الأشهر التالية إجراء تصادمات بروتون-بروتون، ثم في شهر نوفمبر من نفس العام قام العلماء يتشغيله في تجارب تصادم بروتونات مع أيونات الرصاص. ثم جاء ديسمبر 2015 حيث بدأت العطلة الشتوية المعتادة.
وفي عام 2016 اهتم العلماء بتحسين عدد التصادمات بروتون-بروتون. ووصل معدل التصادم المخطط له في 29 يونيو 2016, وبعد تحسينات تالية فاق عدد التصادمات عن المخطط له أساسا من التصميم بنسبة 40% .
وزاد عدد التصادمات في عام 2016 عن عدد التصادمات في الدورة الأولى - وفي نفس الوقت في طاقة أعلى لكل اصتدام. وبعد إجراء تجارب تصادمات بروتون- بروتون لمدة 4 أسابيع عاد العلماء لاختبار تصادمات البروتونات بأيونات الرصاص ثانيا.

## الواقع في عام 2022
تمت بعد عام 2010 تجارب باسخدام طاقات عالية لم تتوفر من قبل . ومن أهم نتائج تلك التجارب هو تأييدها للنموذج العياري للجسيمات . وقد عثر الباحثون على هادرونات لم تكن معروفة (بواقع عام 2022 ).واستطاعوا توليد بلازما-كوارك-غلوون
، كما وجد أول خرق لـ CP-Verletzung للميزون Bs0 عندما يتحلل منتجا كاوون وبيونات وفي تحلله النادر منتجا ميونين إثنين.
و كذلك بالنسبة إلى الميزون D0 نجح العلماء في اكتشاف CP-Verletzung له.
وأما أكبر نجاح يعد هو التأكيدالمعملي لبوزون هيغز Higgs-Bosons. وقد أدى هذا الاكتشاف إلى منح فرنسوا إنغليرت وبيتر هيغز جائزة نوبل في الفيزياء في عام 2013.

## فيزياء ما وراء النموذج القياسي
انظر أيضًا: نماذج الفيزياء بجانب النموذج القياسي
بالإضافة إلى التحقق من النموذج القياسي وقياس معلماته بشكل أكثر دقة يبحث المصادم LHC بشكل مكثف عن دليل فيزياء خارج النموذج القياسي Physics beyond the Standard Model . يتم بذل أقصى جهد للعثور على دليل على التناظر الفائق. نظرًا لأن الامتداد الفائق التناظر للنموذج القياسي معقد للغاية ، يتم اختبار بعض نماذج التناظر الفائق بشكل أساسي في مصادم الهادرونات الكبير ، مثل النموذج القياسي فائق التناظر الأدنى (MSSM). بعض الجسيمات الجديدة التي تظهر في هذه النماذج ، على سبيل المثال أخف جسيم فائق التناظر ، تمثل تفسيرًا جسيميًا فيزيائيًا محتملاً للمادة المظلمة المفترضة في الفيزياء الفلكية. علاوة على ذلك ، يعد التناظر الفائق  جزءًا من معظم النماذج التي تجمع بين القوى الثلاثة للنموذج القياسي - لذا تسمى النظريات الموحدة الكبرى. إنه ضروري أيضًا لنظرية الأوتار الفائقة. في دوائر الخبراء يُفترض أن العديد من الجسيمات الفائقين لديهم كتلة ثقيلة جدا بين حوالي 100 GeV إلى 1 TeV وبالتالي يمكن من حيث المبدأ توليدها وقياسها في LHC. قد تكون الإشارة النموذجية للتناظر الفائق هي توليد جسيمات فائقة متعادلة كهربائيًا. على الرغم من أن جسيمات المادة المظلمة المحتملة هذه لا يمكن تسجيلها مباشرة بواسطة الكواشف ، إلا أنها يمكن ملاحظتها في دراسة إعادة بناء عملية الاصطدام بأكملها عبر إشارات تحلل خاصة ذات زخم مفقود مرتفع. تم بالفعل استبعاد العديد من المتغيرات النموذجية المختبرة بناءً على نتائج تجارب مصادم الهادرونات الكبير. حتى أحدث عمليات البحث عن جسيمات فائقة التناظر مفترضة (05/2019) لم تكن ناجحة .
موضوع بحثي آخر داخل الفيزياء خارج النموذج القياسي هو البحث عن أبعاد مكانية غير مكتشفة من قبل بسبب صغر حجمها. يمكن ملاحظة هذه الأبعاد الإضافية من خلال دراسة التفاعلات مع الجرافيتونات ،  من خلال اكتشاف جسيمات كالوزا- كلاين أو من خلال إنشاء ثقوب سوداء مجهرية قصيرة العمر.

## المستقبل
من المخطط أن يعمل مصادم الهدرونات الكبير حتى عام 2030. وسيتغير تكوينه والعمل عليه خلال تلك الفترة حسب ما يأتي به من نتائج. خلال الأعوام 2013 إلى 2015 تمت أول عمليات تحسينه بتغيير بعض مغناطيساته ذات الموصلية الفائقة كما قوّيت نحو 10.000 وصلة كهربائية . وبذلك علّيت طاقة البروتونات من 4 إلى 5و6 تيرا إلكترون فولت . وعلى الرغم من انخفاض كثافة حزم البروتونات بنسبة 30% إلا أن حصيلة الإصطدامات تضاعفت بسبب تحسين توجيه الاصطدامات.
يرى التخطيط فترة تحسينات أخرى في عام 2018 لمدة 18 شهر لزيادة معدل حزم الجسيمات المشحونة. ولهذا الغرض سوف تستخدم مغناطيسات رباعية الأقطاب ستعمل على تركيز البروتونات عند اصطدامها بعضا ببعض . وقد أجريت الاختبارات الأولية على المغناطيسات الرباعية الأقطاب بالفعل بنجاح، ويتم الآن تصنيعها. كما يرى التخطيط
الاستعانة بما يسمى «رنانات خلوية» Crab Cavities تسمح بتدوير الحزم الطولية للجسيمات قبل الاصطدام مباشرة بحيث يكون الاصطدام أكثر احكاما، وتتداخل الجسيمات المتصادمة في بعضها البعض. وبالإضافة إلى ذلك سيتم استبدال المكشافات المختلفة والحساسات التي تكوّن تجربة أليس ولولب مركب للميون، وتجربة LHCb بغرض زيادة دقة القياسات.
ويأمل العلماء أن يعطي مصادم الهادرونات الكبير نتائج عن المادة المظلمة التي ينادي بتواجدها علماء الفلك لتفسير حركة المجرات، ولكنها لم تكتشف بعد. بذلك يتكاتف علماء فيزياء الجسيمات وعلماء الفلك في حل المعضلة : هل توجد مادة مظلمة في الكون؟

## وصلات خارجية
- الموقع الرسمي للمصادم
- صفحة المصادم على موقع CERN
- حول المصادم، بالعربية
- تابع الاختبارات مباشرة من غرفة المراقبة في المصادم